# Кастелново (Виченца)
Кастелново (итал. Castelnovo) је насеље у Италији у округу Виченца, региону Венето.
Према процени из 2011. у насељу је живело 3229 становника. Насеље се налази на надморској висини од 65 м.